# Dizinha Linux
A Dizinha Linux foi uma distribuição Linux brasileira, especialmente desenvolvida para computadores mais antigos.

## História
A Dizinha Linux foi uma das primeiras distribuições baseadas no Kurumin Linux. Desenvolvida por um heavy user do Kurumin conhecido pelo pseudônimo Lame Duck, ela tinha como atrativo a possibilidade de rodar em máquinas antigas com até 16 MB de RAM e processador já obsoleto a sua época como, por exemplo, o Pentium 100 da Intel.
Esta distribuição possuía um gerenciador de janelas simples e aplicativos leves, visando justamente os usuários donos de computadores sem grande poder de processamento. Para manter esta compatibilidade com hardwares antigos, em toda sua existência os desenvolvedores mantiveram o núcleo Linux dela na versão 2.4.x.
Utilizando ferramentas do próprio Debian, a Dizinha Linux foi tão intuitiva quanto outras distribuições nele baseadas, visando a usabilidade de diferentes públicos e finalidades como, por exemplo, acadêmicos.

### Etimologia
O nome Dizinha teve origem, segundo o criador da distribuição, em uma versão reduzida das palavras "Distribuiçãozinha" ou "Distrozinha", em razão de esta ter sido muito leve e compacta.
Dizinha é um nome de gênero feminino, sendo então denominado como A Dizinha e não O Dizinha. É comum a confusão, já que outras distribuições Linux também possuem nomes que parecem ser de gênero feminino, mas são tratados por nomes de gênero masculino, como Debian e Fedora.

## Especificações
Para uma distribuição Linux enxuta e compatível com máquinas antigas, a Dizinha oferecia um pacote básico de aplicações em sua versão Lite quer compreendia os navegadores de internet Firefox e Opera, alguns programas para multimídia que rodavam em modo texto e outras ferramentas básicas para a funcionalidade deste sistema operacional.
Seu ambiente gráfico padrão era o IceWM (em inglês: IceWM Control Panel), o qual aceitava vários temas que poderiam ser construídos pelos usuários ou baixados através da internet.
A mesma contava com o Painel X, o painel de controle da Dizinha. A partir dele, era possível configurar esta distribuição de acordo com as necessidades do usuário, instalar modems, diferentes tipos de hardwares e até outros softwares.
Na sua versão completa, ela contava com aplicativos como GIMP, emuladores de videogame, jogos, programas de rede como Pidgin e o gFTP, diversos programas multimídia e o painel de controle do desktop IceWm.

## Distribuição descontinuada
No início de 2008, os até então mantedores da Dizinha resolveram descontinuá-la e incorporar seus recursos em um outra distribuição derivada deste mesmo projeto, batizada como Neo Dizinha Linux, que chegou até a sua versão 2.0 mantendo a base das concepções originais de usabilidade de sua antecessora.
A terceira versão da Neo Dizinha Linux, que contaria com os antigos recursos da Dizinha original, estava em desenvolvimento sem data marcada para lançamento. Batizada como 3.1b, uma versão de testes para a Neo Dizinha acabou aparecendo, sendo que a mesma apresentou alguns problemas na instalação. Outra nova versão desta distribuição foi cogitada, mas acabou não sendo levada adiante.
Em 26 de dezembro de 2009, o autor anunciou em seu site oficial que o projeto Neo Dizinha também seria descontinuado.